# Tabacktorp
Tabacktorp, eller Tabaktorp, är en mindre gård på 6,77 hektar i bygden Västansjö i Ekshärads socken i Hagfors kommun, som ligger vid sjön Grängen.
Namnet antyder att gården kan ha varit en finngård.
Tabaktorp har gett namn till lantrasen Tabacktorpsfår, som är den minsta fårrasen i Sverige i storlek och i utbredning. Rasen "återupptäcktes" 1992. Det finns ett hundratal får av rasen, bland annat en mindre besättning på friluftsmuseet Mariebergsskogen i Karlstad.